# Kristinehamns högre allmänna läroverk
Kristinehamns högre allmänna läroverk var ett läroverk i Kristinehamn verksamt från 1858 till 1968.

## Historia
Vid stadens grundande startade en pedagogi, först enklassig men från 1743 tvåklassig. 1840 klassades den som en lärdomsskola, som i anslutning till läroverksförordning 1849 omkring 1858 ombildades till ett lägre elementarläroverk, för att 1878 bli ett lägre allmänt läroverk.
1905 ombildades skolan till en realskola (från 1929 samrealskola) och var 1934 ombildad till Kristinehamns högre allmänna läroverk. Skolan kommunaliserades 1966 och namnändrades därefter till Brogårdsskolan. Studentexamen gavs från 1934 till 1968 och realexamen från 1907 till 1963.